# Йопаат-Балам II
Йопаат-Балам II (? — 751) — правитель Пачанского царства со столицей в Яшчилане.

## Биография
В 742 году после смерти Ицамнах-Балама III царём Пачана стал Йопаат-Балам II, который вероятно, был его сыном.
Около 744 года Пачан побеждает царство Лакамтун (царство располагалось в верховьях реки Усумасинты). Позднее, преемник Йопаат-Балама II Яшун-Балам IV приписывал эту победу себе. 9.15.13.6.9, 3 Muluk 17 Mak (21 октября 744 года) Яшун-Балам IV играл в мяч на площадке «Трёх Побед», игра сопровождалась жертвоприношением пленника — царя Лакамтуна Ик-Чиха, поэтому, вероятно, это событие было связано с победой Пачана над Лакамтуном. По-видимому, поход на Лакамтун спровоцировал конфликт с царями Южного Мутуля (Дос-Пиласа).
9.15.15.0.0, 9 Ahaw 18 Xul (4 июня 746 года) Яшун-Балам IV принимает участие в установлении стелы. Но саму стелу в Яшчилане не нашли, а об её существовании известно из более поздней стелы 11. Возможно, её уничтожили в связи с тем, что на ней упоминался Йопаат-Балам II.
В 745 году царь Южного Мутуля Кавиль-Чан-Кинич во главе своей армии сплавляется вниз по Усумасинте, разбивает войско Пачана и захватывает в плен вельможу из рода Шок, вероятно, родственника царицы и матери Йопаат-Балама II Иш-Кабаль-Шок. Потерпев поражение, Пачан попадает в зависимость от Йокиба.
В 749 году умирает мать Йопаат-Балама II Иш-Кабаль-Шок.
9.15.18.3.13, 5 Ben 16 Ch’en (31 июля 749 года) Йопаат-Балам II вместе с царевичем из царства Акте отправляется с визитом в Йокиб, где принимают участие в праздновании 20-летия правления царя Йокиба Йональ-Ака II. Переговоры между царями изображены на притолоке 3 из Пьедрас-Неграса.
В Яшчилане нет никаких упоминаний о Йопаат-Баламе II. Скорее всего, монументы Йопаат-Балама II были разрушены Яшун-Баламом IV.